# Juninatten
Juninatten è un film del 1940 diretto da Per Lindberg.